# Les Trompettes de la renommée
Pour les articles homonymes, voir Trompette de la renommée.
 (février 2024).
Si vous disposez d'ouvrages ou d'articles de référence ou si vous connaissez des sites web de qualité traitant du thème abordé ici, merci de compléter l'article en donnant les références utiles à sa vérifiabilité et en les liant à la section « Notes et références ».
Pistes de Les Trompettes de la renommée
Jeanne
Les Trompettes de la renommée est une chanson de Georges Brassens parue en 1962 sur l'album du même nom.

## Thématique
Il s'agit d'une réponse humoristique et en même temps provocatrice à sa maison de disque qui voulait l'inciter à se montrer davantage pour les besoins de la cause publicitaire. Brassens y exprime sa réticence à étaler sa vie privée en public. À sa sortie, la chanson fut censurée.
Brassens s'en explique au micro de France Inter face à l'interviewer Claude Dominique en mettant en cause le « besoin de scandale » qui pousse les gens du spectacle (sous la pression de leurs managers et maisons de disques) à faire parler d'eux (en bien ou en mal, qu'importe..) 
Les paroles de la chanson contiennent en effet de quoi heurter le très prude bureau de censure de la maison de la radio, d'autant plus que dans les années 1960 le général de Gaulle considère l'audiovisuel public comme « la voix de la France » et que sa très prude et très catholique épouse Yvonne de Gaulle veille au grain.
Dans cette chanson proche du répertoire goliard et carabin, il est question de « battre le tambour (de la renommée) avec mes parties génitales », un couplet haut en couleur brocarde le prêtre chanteur Aimé Duval (une célébrité de l'époque, parfois surnommé le « Brassens en soutane »  ou « La calotte chantante ») que Brassens dit avoir surpris roucoulant au bras de sa propre maîtresse tandis que cette dernière le câlinait en lui « cherchant des poux dans la tonsure », il y est également question de morpions -un classique des chansons paillardes- contractés, circonstance aggravante, avec une dame de haute noblesse, il évoque l'homosexualité (« se déhancher et prendre des airs de gazelle »), sujet quasiment tabou sur les ondes en 1963...

## Musiciens
- Georges Brassens : chant, guitare rythmique
- Barthélémy Rosso : guitare soliste
- Pierre Nicolas : contrebasse